# Alexander George (Philosoph)
Alexander George ist ein US-amerikanischer Philosoph mit Forschungsschwerpunkten vor allem in der Philosophie der Mathematik und Sprachphilosophie. Außerdem ist er Schachkomponist.

## Philosophie
Alexander George lehrt am Amherst College. Er erhielt 1979 in Columbia den Bachelor of Arts sowie an der Harvard University 1981 den Titel eines Lehrers der freien Künste und 1986 den Doktorgrad. 2001 wurde er am Amherst College zum Master of Arts ehrenhalber ernannt.
George gründete die Website askphilosophers.com, aus der das international erfolgreiche Buch What would Socrates say? (deutscher Titel: Was ist das Gegenteil von einem Löwen?) hervorging. Die Website ermöglicht es, philosophische Fragen an Professoren zu richten. Er verfasste außerdem ein Buch über Philosophie in der Mathematik und gab mindestens zwei weitere Bücher heraus.

## Schachkomposition
Alexander George komponiert vor allem retroanalytische Aufgaben. Er gründete ein Internetforum für Schachkomposition.

## Werke (Auswahl)
- mit Daniel J. Velleman: Philosophies of Mathematics, Basil Blackwell 2002
- „Skølem and the Löwenheim-Skølem Theorem: A Case Study of The Philosophical Significance of Mathematical Results,“ History and Philosophy of Logic, 6, 1985, 75–89
- „Whence and Whither the Debate between Quine and Chomsky?,“ The Journal of Philosophy, September 1986, 489–500
- „The Imprecision of Impredicativity,“ Mind, October 1987, 514-18
- „The Conveyability of Intuitionism, an Essay on Mathematical Cognition,“ The Journal of Philosophical Logic, 17, 1988, 133-56
- „Whose Language Is It Anyway?: Some Notes on Idiolects,“ The Philosophical Quarterly, July 1990, 275–298
- „How Not To Refute Realism,“ The Journal of Philosophy, March 1993, 53–72
- „Intuitionism and the Poverty of the Inference Argument,“ Topoi, 13, 1994, 79–82
- „Has Dummett Oversalted His Frege?: Remarks on the Conveyability of Thought,“ in Richard G. Heck, Jnr. (editor), Realism, Thought, and Language: Essays in Honour of Michael Dummett, Oxford University Press, 1997, 35–69
- „On Washing the Fur Without Wetting It: Quine, Carnap, and Analyticity,“ Mind, January 2000, 1–24
- „A Proof of Induction?,“ Philosophers’ Imprint, Volume 7, Number 2, March 2007, 1–5